# كارل كايزر
كارل كايزر هو لاعب هوكي الجليد كندي، ولد في 8 أبريل 1927.